# Wixams
Wixams (ou The Wixams) est une ville nouvelle du Bedfordshire, en Angleterre, en construction depuis le début 2007. Elle devrait devenir la troisième agglomération du Borough of Bedford après Bedford elle-même et Kempston, et une des plus grandes villes nouvelles fondées en Angleterre depuis le mouvement des villes nouvelles des vingt-cinq premières années de l'après-guerre. Une partie de Wixams se trouve dans le Central Bedfordshire. Elle a reçu ses premiers habitants en 2009.

## Histoire
Wixams est bâti sur une friche industrielle de 3 km2 située juste au sud de Bedford, et anciennement connue sous le nom d’Elstow Storage Depot ; durant la Seconde Guerre mondiale, c'était la ROF Elstow, une fabrique de munitions. Le nom prévu pour la ville nouvelle a d'abord été « Elstow Garden Villages » (Elstow est un village proche, lieu de naissance de John Bunyan). Le nom « Wixams » provient de Wixamtree (en), un hundred situé à proximité (Wixams se trouve en fait sur le territoire de l'ancien hundred de Redbournestoke.)
Le plan de Wixams prévoit quatre « villages », chacun avec son propre centre, autour d'un centre-ville commun. Il devrait y avoir 4 500 maisons, destinées au logement de personnes travaillant à Bedford, Milton Keynes et Londres. Il est aussi prévu de développer l'emploi à Wixams même.
Les équipements programmés sont les suivants :
- plus de 90 000 m2 de bureaux ;
- trois écoles primaires (5 à 9 ans), deux écoles secondaires (9 à 13 ans) et un lycée (13 à 18 ans) ;
- un centre de soins de santé primaires, qui doit ouvrir quand la population atteindra 15 000 à 20 000 personnes ;
- un parc urbain — avec probablement un magasin Asda ;
- des boutiques ;
- une bibliothèque ;
- une salle de sports ;
- plus de 1,2 km2 de parcs et d'espace public, avec une série de lacs, de canaux et de zones humides. Ceux-ci sont des restes d'anciennes carrières de la forêt de Marston Vale (en), un site de fabrication de briques et d'extraction de gravier.

Le promoteur immobilier de Wixams est Gallagher Estates. Le premier village construit est Lakeview (ancien Village Un). Les premiers habitants de Lakeview s'y sont installés au début de 2009, mais la construction a été ralentie par la crise de la fin des années 2000 et l'éclatement de la bulle immobilière britannique. En août 2009, les premiers logements sociaux de housing association ont été disponibles, en même temps que les premières maisons en propriété partielle. La première école primaire, Lakeview Lower School, a ouvert en septembre 2009.
À la fin de l'été 2010, des habitants ont formé le Wixams Community Group. Les travaux pour les villages Deux et Trois ont commencé début 2011. En février 2011, le révérend Tim Jackson a été nommé prêtre œcuménique pour Wixams : il représente les églises anglicanes, baptistes, méthodistes et l'United Reformed Church, bien qu'à cette date il n'y ait pas encore d'église sur place.
Le Bedford Borough Council (en) indique que plus de 600 logements étaient occupés à la fin de 2012. Une maison communale a ouvert à Lakeview en avril 2013. Elle est gérée par les membres d'une association locale.

## Transport
Wixams se trouve à proximité de la route A6 (en), partiellement détournée en 2007/08 pour lui faire de la place. La gare de Wixams (en) doit être construite sur la Ligne principale des Midlands (en) entre la gare de Bedford (en) et celle de Flitwick. Elle aurait dû ouvrir en 2015, mais des désaccords sur le financement du projet ont repoussé l'ouverture à plus tard.